# Такамацу
Такамацу е град и административен център на префектура Кагава в Южна Япония. Населението му е 419 696 жители (по приблизителна оценка от октомври 2018 г.). Общата му площ е 375,11 кв. км. Намира се в часова зона UTC+9. Такамацу е пристанищен град. Разполага и с летище. Градът излъчва и баскетболен, футболен и бейзболен отбор. Градът е основан на 15 февруари 1890 г.

## Побратимени градове
- Сейнт Питърсбърг (щат Флорида, САЩ)
- Тур (Франция)